# Prolasius nitidissimus
Prolasius nitidissimus é uma espécie de formiga do gênero Prolasius, pertencente à subfamília Formicinae.